# 243 Ида
Вижте пояснителната страница за други значения на 243.
Вижте пояснителната страница за други значения на Ида.
243 Ида (на английски: 243 Ida) е астероид в астероидния пояс, открит от Йохан Палиса на 29 септември 1884 г.
Обикаля около Слънцето за 4 години 306 дни 8 часа, при максимално разстояние от 2,86253 AU. Името идва от Ида – нимфа в древноримската митология.
Около астероида циркулира естествен спътник – Дактил. Диаметърът му е 1,5 km, който обикаля на разстояние около 108 km около Ида за 1,54 дена.